# Munkiella
Munkiella är ett släkte av svampar. Munkiella ingår i familjen Polystomellaceae, klassen Dothideomycetes, divisionen sporsäcksvampar och riket svampar.
|           | Parastigmatea                         |
|           |                                       |
|           | Polystomella                          |
|           |                                       |
|           | Dothidella                            |
|           |                                       |
| Munkiella | \| \| Munkiella caa-guazu \| \| \| \| |
|           | \| \| Munkiella caa-guazu \| \| \| \| |
|           | Munkiella caa-guazu                   |
|           |                                       |

|  | Munkiella caa-guazu |
|  |                     |